# Бранко Лазић (редитељ)
Бранко Лазић (Сарајево, 1968) је редитељ и продуцент. Лазић је аутор великог броја документарних емисија и филмова. Од 2007. ради на Радио-телевизији Републике Српске.

## Биографија
Радио је као фото-репортер, сниматељ, редитељ, продуцент, шеф продукције и директор програма АТВ БЛ. Уредник је документарног програма Радио-телевизија Републике Српске. Живи у Бањој Луци.

## Филмографија
- Пластични богови и огледало - документарни филм, 57′ (2025)
- Отаџбина пјесника - документарни филм о Алекси Шантићу, 55′ (2025)
- Живот је маскенбал - документарни филм о Душку Трифуновићу, 88′ (2023)
- Мој Бранко не лаже - документарни филм о Бранку Ћопићу, 84′ (2022) [3]
- Три боје отаџбине - документарни серијал, 120′ (2022)
- 90 година игре - документарни филм о Народном позоришту Републике Српске (2021)
- Нема хероја без маске - документарни филм, 55′ (2020) [4]
- Љепота крајности - документарни филм, 23′ (2018) [5]
- Чаробњак из Мутња - документарни филм, 55′ (2018)
- Посљедња вечера - документарни филм, 30′ (2017)
- Јауци са Змијања - документарни филм, 12′ (2016)
- Јадранка - документарни филм о Јадранки Стојаковић, 72′ (2015) [6]
- Бити или не Иван Хити - документарни филм, 52′ (2015)
- Жива глава и винкл - документарни филм, 22′ (2014) [7]
- Бројеви - документарни филм, 40′ (2013)
- Арие - документарни филм о Арие Ливне, 100′ (2012)
- Била сам мала - документарни филм, 25′ (2010)
- Добровољно умро - документарни филм, 30′ (2009)
- Храм - документарни филм, 60′ (2009)
- Тајне рата - документарни филм, 50′ (2007)
- Школа живота - документарни филм, 17′ (2001)
- Четири стиха за Божић - документарно играни есеј, 12′ (2000)
- Није српски ћутати - документарни филм, 30′ (1999)
- Свети камен - документарни филм, 15′ (1993)

## Награде
- Специјална награда Медијакулт за документарни филм Живот је маскенбал 2024. године; [8]
- Награда за најбољи документарни филм на Јахорина филм фестивалу, за филм Бити или не Иван Хити 2016. године;
- Награда за најбољи страни филм на фестивалу ФЕСТЕФ, Кучево, Србија, 2016. године за документарни филм Бити или не Иван Хити;
- Награда публике за документарни филм Јадранка, ДОКУМФЕСТ, 2016. године;
- Друга награда не фестивалу БАНЕФФ, Штокхолм, Шведска, 2016. године, за документарни филм Јадранка;
- Златна буклија, Велика Плана, Србија 2009, 2010 и 2013. године;
- Награда Бдење Јакова Орфелина, Бдење душе, Сремски Карловци 2013. године;
- Гран-при Златни просјак, међународни ТВ фестивал, Кошице, Словачка 2011. године за филм Била сам мала; [9]
- Бронзани витез, Москва, Русија 2011. године;
- Гран-при Стећак Кнеза Павла, фестивал Први кадар, Сарајево 2011;